# گذرنامه ساحل عاجی

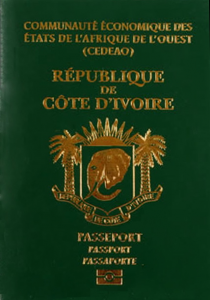
نسخه‌ای از گذرنامهٔ ساحل عاجی در سال ۲۰۱۸

گذرنامهٔ ساحل عاجی یک مدرک سفر بین‌المللی است که توسط کشور ساحل عاج صادر می‌شود و بنا بر داده‌های سال ۲۰۲۳، دارندگان آن می‌توانستند به ۵۶ کشور دیگر بدون دریافت ویزا سفر کنند یا ویزا را در بدو ورود دریافت نمایند. این گذرنامه بر اساس رتبه‌بندی شاخص گذرنامهٔ هنلی در سال ۲۰۲۳ در رتبهٔ ۸۸ قرار داشت.